# Fiesta de las Cruces

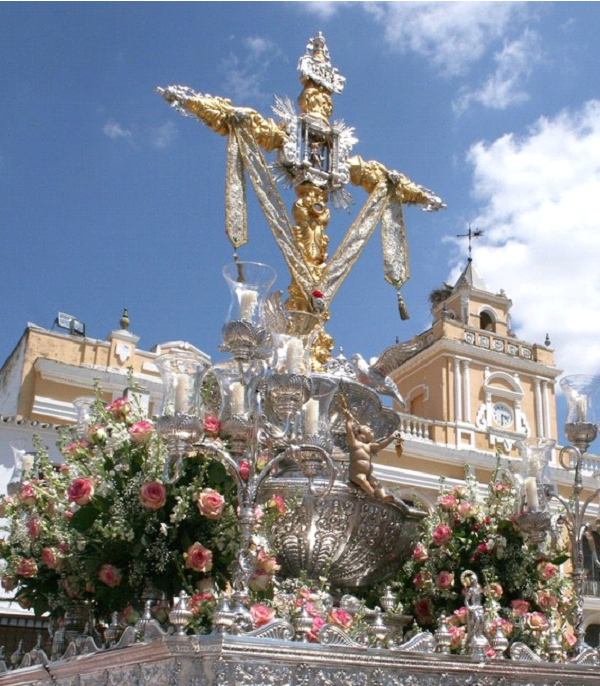
Santa Cruz de la Calle La Fuente als Cruz de Mayo

Die Fiesta de las Cruces, oder auch Invención de la Santa Cruz oder Cruz de Mayo (spanisch für „Fest der Kreuze“ bzw. „Maikreuz“) ist ein am 3. Mai in vielen Teilen Spaniens und Hispanoamerika gefeiertes Volksfest. An diesem Tag wurde dem römischen Ritus der katholischen Kirche nach das Heilige Kreuz „entdeckt“. Invención (aus dem Lateinischen invenio = „entdecken“) ist die sowohl liturgische als auch offizielle Bezeichnung, umgangssprachlich haben sich aber Fiesta de las Cruces und Cruz de Mayo durchgesetzt. Nach der Reform der römischen Liturgie durch Papst Johannes XXIII. mit dem Motu proprio Rubricarium instructum verlor es im römischen Kalender an Bedeutung.

## Hintergrund

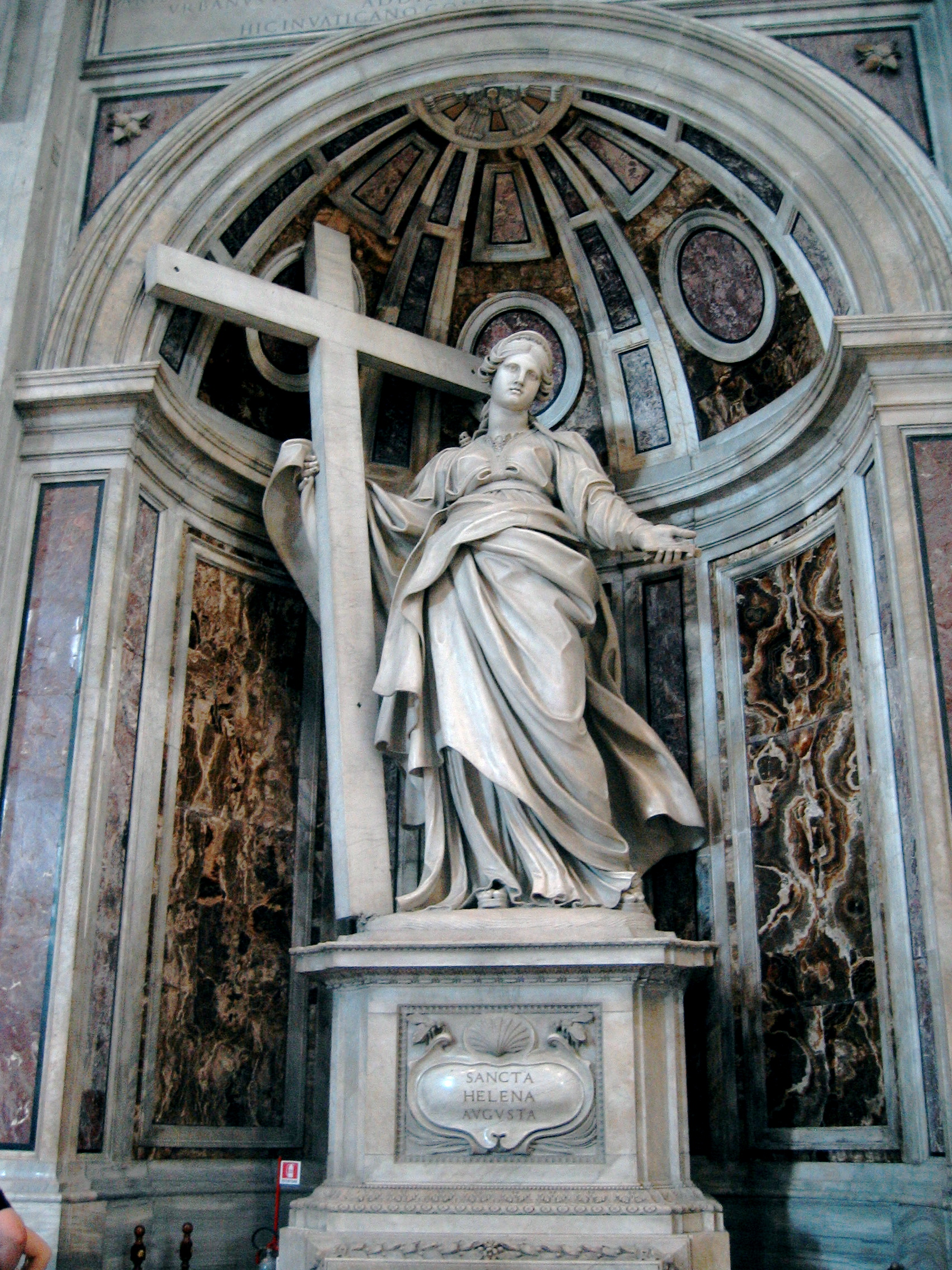
St. Helena, „Entdeckerin“
des Heiligen Kreuzes

Das Fest wird mit den von der Byzantinischen Herrscherin St. Helena veranlassten Grabungen nach dem Kreuz Christi sowie nach dem Ort des Heiligen Grabes assoziiert. Volkstraditionen verbinden damit die wahrscheinliche Entstehung des Paganismus in Spanien durch das Römische Reich (siehe auch Brauchtum im Mai).
Die Legende besagt, dass Kaiser Konstantin der Große im sechsten Jahr seiner Herrschaft mit den Barbaren an der Donau konfrontiert wurde, einer Schlacht, deren Sieg wegen der Größe des Feindes aussichtslos erschien. In einer Nacht hatte Konstantin die Vision eines Kreuzes im Himmel, begleitet von den Worten „In hoc signo vincis“ (Unter diesem Zeichen wirst Du siegreich sein). Daraufhin ließ Konstantin ein Kreuz fertigen, dass vor den Mannen seiner Armee getragen werden sollte, was ihm einen leichten Sieg über den überzähligen Gegner einbrachte. Nach seiner Rückkehr in die Heimat und der Lektion über die Bedeutung des Kreuzes ließ sich Konstantin taufen und beauftragte die Erbauung von Kirchen. Im Jahre 326 schickte er seine Mutter, St. Helena, mit dem Auftrag nach Jerusalem, das Heilige Kreuz zu suchen. Dort berief sie die „weisesten“ Priester, ihr bei der Suche zu helfen. Auf Golgota, dem Hügel der Kreuzigung Christi, fand sie drei bis dahin verborgene Holzstämme. Um herauszufinden, welche dieser Stämme für das Heilige Kreuz verwendet wurden, ließ sie kranke und tote Menschen diese berühren, worauf sie gesundeten oder wiederbelebt wurden. Damit begann die Verehrung des Heiligen Kreuzes und seine Verwendung als Reliquie. Der Tag, an dem St. Helena starb, wird als Gedenktag an das Heilige Kreuz unter allen christlichen Gläubigen gefeiert.
Einige Autoren verbinden Cruz de Mayo auch mit dem vorchristlichen Ursprung des Árbol de Mayo (Maibaum) oder Palo de Mayo. Der Kult um den Maibaum ist in den europäischen Religionen hauptsächlich bei den Kelten, Deutschen, Griechen, Römern und Slawen verbreitet. Im mittelalterlichen Frankreich stellten die Bauern am 1. Mai geschmückte Bäume vor den Herrenhäusern und Kirchen auf. Die Zigeuner veranstalteten am Georgstag, dem 23. April, ein ähnliches Fest, dass sie Grüner Georg nannten.

## Brauchtum und Traditionen
Die ersten Volksfeste des Cruz de Mayo gehen auf das 17. Jahrhundert zurück. Die Bräuche zur Feier der Fiesta de las Cruces wurden manchmal von Klerikern und Adligen verboten und in England während des 17. Jahrhunderts aufgrund der protestantischen Reformation ganz eingestellt. Die Baumschmückbräuche wurden in Spanien, vor allem in Kastilien, üblich. In der Regel wird das Fest zwischen dem 30. April und dem 3. Mai gefeiert.
Das Fest wird heute in vielen Teilen Spaniens und Hispanoamerikas gefeiert. Regional haben sich verschiedene Traditionen, Bräuche und Besonderheiten ausgebildet.

### Spanien
Verschiedene Gruppierungen, die normalerweise mit Hermandades, spanischer Vereinigungen für gemeinnützige oder religiöser Ziele, verbunden sind, organisieren die Prozessionen der Heiligen Woche und schmücken ein großes Kreuz mit Blumen. Dazu wählen sie einen geeigneten Platz oder eine Straße aus und dekorieren auch die Umgebung des Kreuzes mit typischen traditionellen Gegenständen, wie Gitarren, bestickten Tüchern, antikem Steingut und sogar alten Nähmaschinen. Beispielsweise werden für den Schmuck des Kreuzes der Hermandad de Nuestra Señora del Carmen, Königin des Meeres, Fischernetze und Anglerbesteck verwendet. Meist sind die verwendeten Gegenstände Erinnerungsstücke an die Geschichte oder Traditionen der Stadt, die künstlerisch präsentiert werden.

#### Einzelne Beispiele

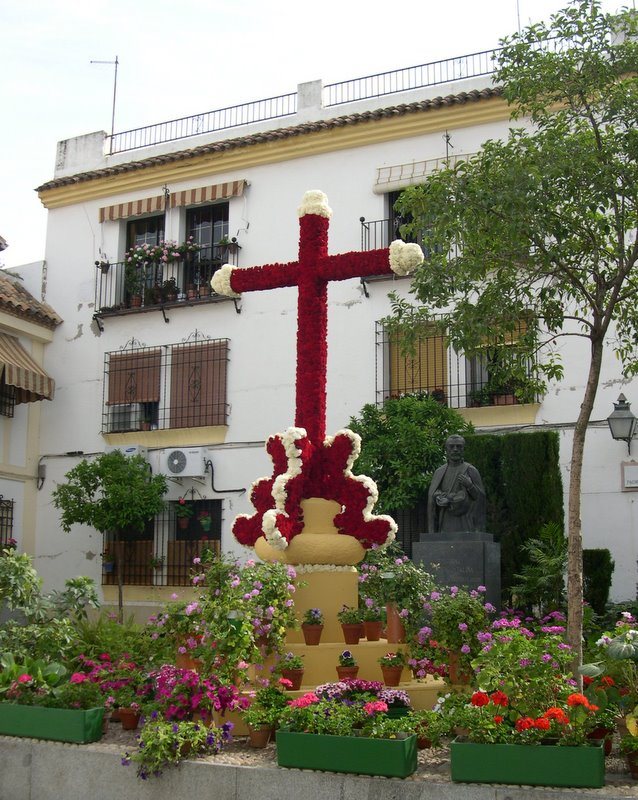
Cruz de Mayo in Córdoba

Ganz berühmt zeichnet sich das Fest in der Stadt Granada, aber auch in weiteren Städten Andalusiens wie Córdoba und Armilla. Hier werden Preise für die am besten gestalteten Maikreuze in mehreren Kategorien vergeben, wie Höfe, Straßen und Plätze, Fenster und Schulen. Die Kreuze werden mit roten und weißen Nelken geschmückt und oft mit kunstvoller Handwerksarbeit umgeben.
Am ersten Maiwochenende findet das Fest in Estepona statt. Dort werden etwa zehn verschiedene Kreuze auf verschiedenen geschmückten Plätzen der Stadt aufgestellt. Die Stadtverwaltung lobt einen Preis für den bestgeschmückten Platz mit dem Kreuz aus. Die Idee dahinter ist, durch die Stadt zu wandern, die Plätze und das Kreuz zu betrachten und bekanntzugeben, wie die Jury abgestimmt hat. Während des Festes wird Musik gespielt, getanzt (u. a. Flamenco) und Barbecues veranstaltet.
Vom Museum Sacro Iglesia de San Juan in Aranda de Duero führt eine Prozession mit einer hinterher tanzenden Menschenmenge zum Plaza Mayor.
An verschiedenen Orten in Cabeza la Vaca, einer Gemeinde in der Provinz Badajoz, werden Kreuze mit verschiedenen Motiven geschmückt. In der Nacht vom 2. Mai werden sie hinter einer Musikparade durch den Ort getragen. Am 3. Mai führt die Prozession durch die Straßen zu dem einen Kreuz, dass das Heilige Kreuz darstellen soll.
In Écija wird das Fest von der Hermandad del Resucitado organisiert. Kinder in traditioneller Kleidung tragen das Kreuz während der Prozession, die immer am Sonntag, entweder den 3. Mai oder den Sonntag danach, durch die Straßen führt.
In Feria werden Kreuze und Altäre aufwändig mit Blumen verziert. Im Jahre 2008 waren es über 70 Kreuze. Dieses Fest gehört zur Kategorie Fiestas de Interés Turístico Nacional.
Die Entstehung des Fests in Sama de Grado ist unbekannt, aber es ist älter als 500 Jahre. Als Besonderheit gilt, dass anstelle einer auf das Kreuz eine auf die in Himmelsblau gekleidete Schmerzensmutter konzentrierte Prozession stattfindet, um Christus’ Sieg über den Tod zu feiern. Die Figur der Schmerzensmutter wird dabei in drei Aspekten dargestellt: als Mutter Jesu, als Mater Dolorosa, die Jesus auf den Golgata begleitet, und weil der Mai als ihr Monat gilt.
Sowohl in Santa Cruz de La Palma als auch in Santa Cruz de Tenerife auf den Kanarischen Inseln fällt das Fest auf den 3. Mai, den Gründungstag der Stadt.

### Chile
Das Fest wird in Chile singend gefeiert, und es wird Geld für die Bedürftigen gesammelt.

### Ecuador
In der ecuadorianischen Gebirgsregion Sierra wird das Fest zumeist weniger friedlich mit Feuerwerk, Canelazo und Maskeraden gefeiert.

### El Salvador

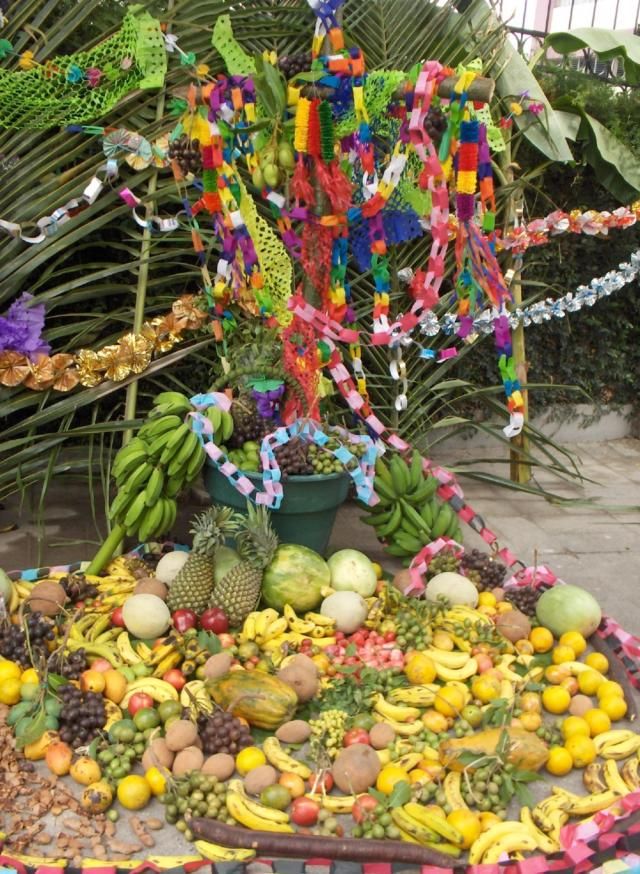
Bunt geschmücktes Kreuz
mit Früchten als Opfergaben
(El Salvador)

Der Día de la Cruz wird in El Salvador am 3. Mai gefeiert, gilt aber nicht als offizieller gesetzlicher oder kirchlicher Feiertag. Es wird der Beginn der „nassen Zeit“  bzw. Regenzeit im Winter gefeiert. Diese Tradition reicht bis in die vorspanische Zeit zurück, als die Ureinwohner die Götter und Mutter Erde für das Nahrungsangebot dankten. Als während der Kolonialzeit der Katholizismus einzog, wurde der Tradition das Kreuz hinzugefügt. Es ist aus Holz gefertigt und mit Blumen und langen Ketten aus buntem Seidenpapier dekoriert. Als Opfergaben werden Früchte, Getreide, Gemüse, Getränke, Süßigkeiten und manchmal auch Geld am Fuße des Kreuzes platziert. Besucher werden dazu angehalten, etwas von den Opfergaben mitzunehmen, nachdem sie vor dem Kreuz niedergekniet und ein Dankesgebet gesprochen haben.

### Guatemala
In Guatemala wird die Fiesta de las Cruces größtenteils in einer symbolischen und respektvollen Weise mit bunten Prozessionen gefeiert.
Im Departamento Chimaltenango finanziert das Bauunternehmen FFASCA, eines der führenden Unternehmen in Guatemala, eine große, weniger traditionelle Feier. Sie beginnt am 2. Mai um 18 Uhr mit einer Eucharistiefeier zu Ehren des Heiligen Kreuzes. Am 3. Mai um 3 Uhr morgens versammeln sich die Menschen zu einem Umzug durch die Straßen der Gemeinden des Departamento. Danach werden verschiedene sportliche Aktivitäten ausgetragen, wie zum Beispiel ein Marathon oder Mountainbike-Wettbewerbe. Mittags treffen sich die rund 3000 Bauarbeiter zum gemeinsamen Essen in den verschiedenen Filialen der FFASCA. Nach dem Mittagessen gibt es Verlosungen von Preisen. Um 16 Uhr findet ein Open-Air-Konzert im Parque Central de Chimaltenango statt, ebenfalls mit Verlosungen von Preisen. Ab 19 Uhr werden Feuerwerkswettbewerbe ausgetragen.

### Kolumbien
Da in den kolumbianischen Departamentos Antioquia, Caldas, Quindío und Risaralda sowie in der Gemeinde Funza im Bistum Facatativá eine größere baskische Bevölkerung vorherrscht, wird dort die Tradition des Día de la Santa Cruz („Tag des Heiligen Kreuzes“) bzw. des Día de los Mil Jesuses („Tag der Tausend Jesusse“) am 3. Mai weitergeführt. Die Menschen sprechen tausendmal den Namen Jesu und glauben daran, dass sie dies im kommenden Jahr beschützen wird.

### Mexiko
In Mexiko begann man erst zu Beginn des 16. Jahrhunderts, die Fiesta de las Cruces zu feiern, als Kapitän Juan de Grijalva die heute Cozumel genannte Insel den Namen Isla de la Santa Cruz gab. Der Feiertag wird hauptsächlich von den am Bau beteiligten Gilden und Gewerkschaften gefeiert. In einer hohen Position auf einem im Bau befindlichen Gebäude wird ein mit Blumen und Papier geschmücktes Kreuz befestigt. Die Arbeiter feiern das Fest mit lokaler Küche und alkoholischen Getränken wie Tequila, Mezcal und lokalen Biersorten. Es ist üblich, dass Bauherren und Bauunternehmer die Feier sponsern.

### Peru
Unter regional verschiedenen Bezeichnungen wird das Fest auch in Peru gefeiert, wie Señor de Chaucayán in der Provinz Bolognesi, Santisima Cruz del Señor de Mayo in Recuay oder Cruz de Allaucán in der Provinz Corongo. Cruz Velacuy ist eine Tradition, die in der Provinz Cusco als Serenade der Kreuze gefeiert wird. Sie besteht darin, Blumen an Kreuze zu binden und Altäre mit Papierfiguren und dekorierten Kerzen zu schmücken. Es wird Chicha getanzt und das gleichnamige Gebräu Chicha getrunken bis in den nächsten Tag hinein, an dem die Kreuze in einer Prozession zu den Tempeln getragen werden. In der Region Huánuco wird das Fest Señor de Mayo vom 1. bis 6. Mai gefeiert, bei dem traditionelle Pachachi zum Verweilen, Musik und Stierkampf einladen. Weit verbreitet ist der Brauch, Kapellen mit Palos Mayores auszustatten.

### Venezuela
In vielen Regionen Venezuelas wird jedes Jahr im Mai ein Holzkreuz mit Blumen und farbigem Papier geschmückt.
In der Küstenstadtgemeinde Choroní ist die Feier des Festes von großer Wichtigkeit. Die gesamte Bevölkerung folgt der Tradition, bis zum Morgengrauen am karibischen Strand zu Ehren des Cruz de Mayo nach Trommeln zu tanzen.
Das nach dem Fluss Pacairigua benannte Santa Cruz de Pacairigua ist seit seiner Gründung im 17. Jahrhundert Patron der Stadt Guatire. Die Kreuzskulptur befindet sich in der Pfarrkirche und wird am 3. Mai gefeiert.